# 珍妮弗·阿齐
珍妮弗·林恩·阿齐（英語：Jennifer Lynn Azzi，1968年8月31日—），美国女子篮球运动员。她曾获得1996年夏季奥运会女子篮球比赛金牌。她也参加了1990年、1994年和1998年三届女子篮球世锦赛，除了1994年世锦赛获得铜牌外，其余两届世锦赛均获得金牌。